# Fraternidad (Honduras)
Fraternidad  est une municipalité du Honduras, située dans le département d'Ocotepeque. La municipalité comprend 4 villages et 31 hameaux. Elle est fondée en 1909.

## Source de la traduction
- (en) Cet article est partiellement ou en totalité issu de l’article de Wikipédia en anglais intitulé « Fraternidad » (voir la liste des auteurs).